# غتونية
الغتونية (الاسم العلمي:Getonia) هو جنس نباتي يتبع الفصيلة القمبريطية من رتبة الآسيات
.

## من أنواعه
يضم هذا الجنس نوع واحد فقط هما:
- الغتونية الكثيرة الزهر[2] (الاسم العلمي: Getonia floribunda)

## مرادف الاسم العلمي
- Calycopteris floribunda (وليام ركسبورغ) جان باتيست لامارك ex Poir.
- Calycopteris nutans (وليام ركسبورغ) ويلهلم سولبتيز كورز
- Calycopteris nutans var. glabriuscula ويلهلم سولبتيز كورز
- Calycopteris nutans var. roxburghii ويلهلم سولبتيز كورز
- Combretum sericeum (ولهلم غرهارد والبرس) ناثانيال واليش ex تشارلز بارون كلارك
- Getonia nitida ألبريشت ولهلم روث
- Getonia nutans وليام ركسبورغ
- Poivrea sericea ولهلم غرهارد والبرس